# Carl Seyfert
Carl Keenan Seyfert var en amerikansk astronom. Seyfert är mest känd för sitt arbete med att undersöka galaxer med en aktiv kärna.

## Krönika
Carl Seyfert var son till en apotekare från Cleveland i Ohio. Han studerade astronomi vid Harvarduniversitetet 1929–1936. Mellan 1936 och 1940 arbetade han vid McDonald Observatory i Texas där han studerade färgerna i olika galaxer. Mellan 1940 och 1942 arbetade han vid  Mount Wilson-observatoriet med att studera vad som nu kallas Seyfertgalaxer. Från 1942 till 1946 gjorde han militärtjänstgöring som lärare i navigation. Det var under denna tid (1943) han framlade sina forskarrön om galaxer med en aktiv galaxkärna, i synnerhet Messier 77 som han detaljstuderade. Galaxtypen skulle senare skulle få bära hans namn. 1946 började han arbeta på Vanderbiltuniversitetet i Nashville, Tennessee där han fick utföra undervisning av det enklare slaget. Skolan förfogade endast över ett 150 mm refraktorteleskop. År 1953 byggdes Arthur J. Dyer-observatoriet, ett 610 mm spegelteleskop, mycket tack vare Carl Seyfert. Han var chef för observatoriet från 1953 till 1960 då han avled i en bilolycka.
Seyfertgalaxen betraktas inte längre som en speciell typ av galaxer, utan som en del i det vidare begreppet aktiv galax.

## Månkrater
År 1970 fick Carl Seyfert en månkrater uppkallad efter sig.